# La llegada de la tormenta
La llegada de la tormenta es una novela basada en el Periodo de la Reforma de Ruusan de la saga de La Guerra de las Galaxias. La novela fue publicada en inglés por Del Rey en febrero de 2002 y en español en abril del mismo año por la editorial Alberto Santos Editor. El libro fue escrito por Alan Dean Foster.

## Argumento
La novela fue lanzada como preludio al Episodio II: El ataque de los clones, y ocurre unas semanas antes de los acontecimientos de éste. La República Galáctica está en un momento delicado. El movimiento separatista está convirtiéndose en un verdadero problema que amenaza a la estabilidad de la República Galáctica y la tiene inmersa en inútiles debates entre Senadores y estancada en la burocracia.
El último mundo que parece estar a punto de secesionarse es Ansion. Ansion es un pequeño centro estratégico. No sólo económica y comercialmente, sino porque la dependencia de muchos otros mundos de Ansion significaría la secesión de cadena de decenas de planetas más.
En definitiva: el acontecimiento podría hundir a la República definitivamente en una crisis económica. El Maestro Jedi Obi-Wan Kenobi y su compañera, la Maestra Luminara Unduli viajan a Ansion con sus respectivos padawans: Anakin Skywalker y Barriss Offee.
Los habitantes de las metrópolis comerciales del planeta parecen estar decididos a unirse a la lista de secesionados, pero Ansion es también un planeta de praderas y estepas, lugares donde las especies nativas son culturas propias y mayoría, que hasta ahora no han tomado partido en la política.
Los Jedi ven una posibilidad de mantener a Ansion en la República en estas tribus. Lo que no saben es que detrás de ellos están los representantes de asociaciones como el Gremio de Comercio y, a la larga, el propio conde Dooku y la amenaza de los Sith.
- Datos: Q979072